# Eucynorta tristani
Eucynorta tristani is een hooiwagen uit de familie Cosmetidae.